# 欧氏马先蒿
欧氏马先蒿（学名：Pedicularis oederi）为玄参科马先蒿属下的一个种。

## 变种
- 欧氏马先蒿欧氏亚种欧氏变种欧氏变型（Pedicularis oederi subsp. oederi var. oederi forma. oederi）

分布在亚洲、美洲、欧洲以及中国大陆的新疆、西藏等地，生长于海拔2,600米至4,000米的地区，一般生于高山沼泽草甸以及阴湿的林下。
- 欧氏马先蒿欧氏亚种异盔变种（Pedicularis oederi subsp. oederi var. heteroglossa）
- 欧氏马先蒿欧氏亚种中国变种（Pedicularis oederi subsp. oederi var. sinensis）
- 欧氏马先蒿欧氏亚种狭花变种（Pedicularis oederi subsp. oederi var. angustiflora）
- 欧氏马先蒿多羽片亚种（Pedicularis oederi subsp. multipinna）
- 欧氏马先蒿鳃叶亚种（Pedicularis oederi subsp. hranchyophylla）

## 扩展阅读
- 維基物種上的相關：欧氏马先蒿